# Fernando Fernández (ur. 1979)
Fernando Fernández Escribano (ur. 2 czerwca 1979 w Maladze) – hiszpański piłkarz grający na pozycji pomocnika oraz trener piłkarski. Od 2018 roku jest trenerem węgierskiego Diósgyőri VTK.

## Kariera
Fernando Fernández karierę rozpoczął właśnie w Maladze. Następnie w 1997 roku stał się piłkarzem rezerw Realu Madryt. W pierwszej drużynie tego klubu zagrał tylko jeden mecz i został wypożyczony do klubu Real Valladolid. Tam dostał zdecydowanie większe szanse na zaprezentowanie swoich umiejętności. Po końcu wypożyczenia, Fernández nie powrócił jednak do Madrytu, lecz został piłkarzem Realu Betis. W sumie, w klubie ze stolicy Andaluzji grał przez 6 lat i wystąpił w przeszło 150 meczach ligowych. W 2008 roku przeszedł do ówczesnego beniaminka Primera División, klubu Málaga CF, w którym występował do 2011 roku. W latach 2012–2013 był piłkarzem Diósgyőri VTK.

## Sukcesy
- Liga Mistrzów (1): 2000*
- Puchar Króla (1): 2005**

* sukces z Realem Madryt

** sukces z Realem Betis